# Суперлюминесцентный диод
Суперлюминесцентный диод (СЛД; англ. superluminescent diode — SLD, или superluminescent light-emitting diode — SLED) — полупроводниковые светоизлучающие приборы (светодиоды), работающие в режиме суперлюминесценции.
В отличие от полупроводниковых светодиодов, в рабочем режиме суперлюминесцентные диоды излучают в режиме суперлюминесценции, то есть усиления спонтанного излучения за счет вынужденного испускания. В результате в СЛД, как и в полупроводниковых лазерах, усиливается спонтанное излучение p-n-перехода светодиода.
Такой механизм излучения определяет характерный вид зависимости мощности излучения от подводимого тока: в слаботочном режиме суперлюминесцентный диод работает как обычный светодиод, при достижении инверсии населённости и выходе на суперлюминесцентный режим мощность излучения резко возрастает. Рабочие плотности тока режима суперлюминесценции у СЛД значительно выше, чем у светодиодов (из-за необходимости обеспечения инверсии заселённости) и у полупроводниковых лазеров (меньший оптический путь усиления из-за отсутствия оптического резонатора).
Суперлюминесцентные диоды сходны с полупроводниковыми лазерами тем, что значительная доля излучения обеспечивается механизмом вынужденного излучения, однако в отличие от лазеров в СЛД отсутствуют зеркала резонатора (часто на выходную поверхность СЛД для подавления отражения наносится просветляющее покрытие), поэтому излучение делает (в идеале) только один проход по усиливающей среде, и усиливаются не отдельные моды, а все длины волн в диапазоне усиления.
Полоса испускания суперлюминесцентных диодов (на 2005 год) — 20—100 нм, что больше, чем у полупроводниковых лазеров, но меньше, чем у светодиодов. По мощности излучения СЛД приближается к диодному лазеру (на 2005 год — десятки милливатт). Выпускаются чаще всего в корпусах, характерных для лазерных диодов, с выходом излучения через окно или оптоволокно.
Широкая полоса излучения означает низкую длину когерентности (от нескольких микрометров), что обеспечивает микрометровое разрешение в оптической когерентной томографии и высокую чувствительность в волоконно-оптических гироскопах. Суперлюминесцентные диоды используются также для тестирования оптических элементов, так как позволяют определить характеристики для относительно широкой полосы частот, например хроматическую дисперсию оптического волокна.
Изобретены в 1986 году Джерардом Альфонсом.